# 레이디언트 실버건
《레이디언트 실버건》은 트레저가 제작한 1998년 진행형 슈팅 게임이다. 세가의 아케이드 기판 ST-V으로 개발돼 오락실용으로 1998년 5월 처음 출시됐으며 같은 해 7월 세가 새턴 이식판이 발매됐다.
먼 미래 지구에서 발굴된 미지의 크리스털이 일으킨 대재앙을 막기 위한 한 공군부대의 분투가 주 이야기이다. 6종류의 원격 발사체와 근접무기가 장착된 기체를 조종하는 것이 특징으로 이를 적극적으로 활용해 총 6개의 스테이지를 돌파하는 것이 게임의 목표이다.
2001년 트레저가 본래 《레이디언트 실버건》의 후속작으로 기획됐으나 개발 중 상당한 개량을 거쳐 탄생한 《이카루가》를 출시했다. 2011년에는 엑스박스 360 이식판이 전세계 지역으로 처음 출시됐다.

## 개발

### 배경
회사 창립 이래로 트레저는 가정용 게임기 위주로 액션 게임과 플랫폼 게임을 주로 개발했다. 당시 세가로부터 자사의 아케이드 기판으로 오락실용 게임을 개발하라는 부탁을 여러 차례 받았으나 트레저 사장 마에가와 마사토는 갈수록 위축되는 아케이드 시장 규모를 보고 손실이 크다고 봐 주저했다. 그럼에도 불구하고 트레저 내 개발진 중엔 아케이드에 맞는 2D 슈팅 게임을 제작하는 것을 원하는 인원이 많았다.

## 참조
1. ↑  영어: Radiant Silvergun, 일본어: レイディアントシルバーガン